# A Parisiense
A Parisiense (francês: La Parisienne) é uma pintura a óleo sobre tela do pintor impressionista francês Pierre-Auguste Renoir, completada em 1874. e agora exibida no Museu Nacional Cardiff, localizado no País de Gales. O trabalho, que foi um dos sete apresentado por Renoir na primeira exposição impressionista em 1874, é muitas vezes referido como A Senhora Azul e é uma das peças centrais da coleção de arte do Museu Nacional.

## Estilo
A obra mostra uma jovem em um longo vestido em camadas de um azul profundo. Seu rosto é virado para o espectador enquanto ela colocava suas luvas. Originalmente, a pintura tinha como ponto de partida uma porta na parte superior esquerda e uma cortina no canto superior direito, mas estas foram posteriormente pintadas por Renoir antes da sua primeira exibição. Isso deixa a figura central quase flutuando em um espaço neutro, arrumada por detalhes. O fundo não desactualizado de azul, malva e amarelo-cinza aumenta significativamente a aparência final do trabalho. A pintura em segundo plano é muito mais fina e mais frouxamente escovada do que a figura central mais detalhada e em camadas. O trabalho do cabelo contra o chapéu, os brincos e acima dos brincos, bem como os cílios superiores, parece ter sido adicionado após a pintura ter recebido sua camada de verniz.

## Crítica
Quando exibido pela primeira vez, em 1874, sob o título La Parisienne, a pintura, como a maioria das outras obras exibidas naquele dia, recebeu críticas mistas, embora a maioria dos críticos o mencionasse de passagem.. O crítico francês Ernest Chesneau descreveu isso como um "fracasso". Jean Prouvaire, da Le Rappel, expressou sentimentos mistos sobre a pintura:  
"O ponta da bota é quase invisível e se parece como um pequeno rato preto. Seu chapéu é inclinado sobre uma orelha e é ousadamente coqueto. Seu vestido não revela o suficiente do seu corpo. Não há nada mais irritante do que as portas trancadas. A pintura é um retrato? Isso é temível. O sorriso é falso e o rosto é uma mistura forte do velho e do infantil. Mas ainda há algo ingênuo sobre ela. Dá-se a impressão de que essa pequena senhora está tentando parecer recatada. O vestido que é extremamente bem pintado, é um azul celestial". 
Em 1898, enquanto a pintura estava na coleção de Henri Rouart, o artista Paul Signac descreveu o La Parisienne como "uma grande pintura de uma mulher em azul pintada por Renoir em 1874. O vestido é azul, um azul puro e intenso. O contraste faz com que a pele da mulher pareça amarelada e os reflexos o faz parecer verde. A interação entre as cores é capturada admiravelmente. É simples, fresco e bonito. Foi pintado há vinte anos, mas você pensaria que veio diretamente do estúdio".
Desde que se tornou parte da coleção do Museu Nacional de Gales, em 1952, A Parisiense tornou-se uma parte importante e icônica da coleção do museu. Ann Sumner, em sua publicação de 2005 à Color and Light, descreve-a como "a pintura mais famosa no Museu Nacional", enquanto o museu de Cardiff afirma que "a pintura é considerada uma de suas exposições mais populares".

## História
A Parisiense foi completada em 1874 e exibida pela primeira vez, juntamente com outras cinco pinturas a óleo e um a pastel de Renoir, no estúdio de Nadar, em abril daquele ano, na primeira exposição impressionista. Também se destacaram no estúdio as obras de Monet, Cézanne, Pissarro, Sisley e outros artistas principais do movimento de arte embrionário. 
A modelo da pintura foi a atriz francesa Henriette Henriot (1857-1944), que no momento da sessão tinha dezesseis anos. Henriot era desconhecida em 1874, embora mais tarde ela se tornasse bem conhecida aparecendo no Théâtre de l'Odéon e estrelasse produções para o Théâtre Libre de André Antoine. Henriot posaria para pelo menos onze outras pinturas para Renoir, incluindo La Source (1875) e The Page (1876). A Parisiense foi comprada no ano de sua primeira exibição em 1874. O colecionador de arte e o artista impressionista Henri Rouart pagou a Renoir 1.500 francos pela pintura, e a pendurou em sua casa na Rua de Lisbonne, em Paris. Rouart emprestou a pintura à uma exposição parisiense em 1892, onde foi exibida sob o título La Dame en Bleu. Quando Rouart morreu, no início de 1912, sua coleção foi quebrada e leiloada. A Parisiense foi vendida em Paris, em dezembro de 1912, onde foi comprada em conjunto por Paul Durand-Ruel e a galeria de arte americana Knoedler. Durand-Ruel mais tarde vendeu sua parte da pintura para Knoedler e o trabalho foi exibido na exposição da National Portrait Society, no Grosvenor Square, em Londres, no ano de 1913. Foi comprado na exposição em março pela colecionadora de arte galesa Gwendoline Davies, onde foi transferida para o Holbourne of Menstrie Museum em Bath. A pintura foi levada ao Museu Nacional do País de Gales em 1952. É popularmente conhecido no País de Gales como The Blue Lady. Está em exibição na galeria 16 do Museu Nacional, Cardiff. 